# Nicey-sur-Aire
 Nicey-sur-Aire  es una población y comuna francesa, en la región de Lorena, departamento de Mosa, en el distrito de Commercy y cantón de Pierrefitte-sur-Aire.

## Demografía
| 125 | 124 | 110 | 109 | 119 | 118 |
| Para los censos de 1962 a 1999 la población legal corresponde a la población sin duplicidades (Fuente: INSEE [Consultar]) |     |     |     |     |     |